# 大念寺 (京都府大山崎町)
大念寺（だいねんじ）は京都府乙訓郡大山崎町にある浄土宗の仏教寺院。山号は見仏山。 天王山の山麓、宝積寺のすぐ下に位置する。
室町時代後期の弘治元年（1555年）、井尻但馬守長助による開基、開山は知恩院から招いた徳誉光然である。
堂宇は禁門の変で兵火を受けて焼失したが、その後再建されて現在に至る。

## 文化財

### 重要文化財
- 木造阿弥陀如来立像（附 像内納入品） 
鎌倉時代。像内納入経巻の奥書から仁治4年（1243年）の作と判明する。納入品の木造阿弥陀種子月輪牌には証空の名がある。西山往生院（現・三鈷寺）から移された像である[1][2]。
（像内納入品細目）木製阿弥陀如来種子月輪牌、木製未敷蓮華、『無量寿経』2巻、『観無量寿経』、『阿弥陀経』、『法華経』寿量品、『観経玄義分』、『梵網経』、戒文、受戒交名、結縁者名簿106枚、仏像修理記[3]

### その他
- 六角形石灯籠 - 桃山時代、天正12年（1584年）銘

## 所在地
- 〒618-0071 大山崎町字大山崎小字上ノ田69番地

## 交通アクセス
- 阪急京都線 大山崎駅 徒歩15分
- JR京都線 山崎駅 徒歩15分

## 周辺情報
- 宝積寺
- 山崎の合戦跡
- 十七烈士の墓
- 離宮八幡宮 （大山崎油座）
- 妙喜庵
  - 待庵
- 大山崎山荘美術館
- 大山崎町歴史資料館
- 山崎聖天
- 酒解神社
- 大山崎瓦窯跡 （国の史跡）
- サントリー山崎蒸溜所